# Louis Paternostre

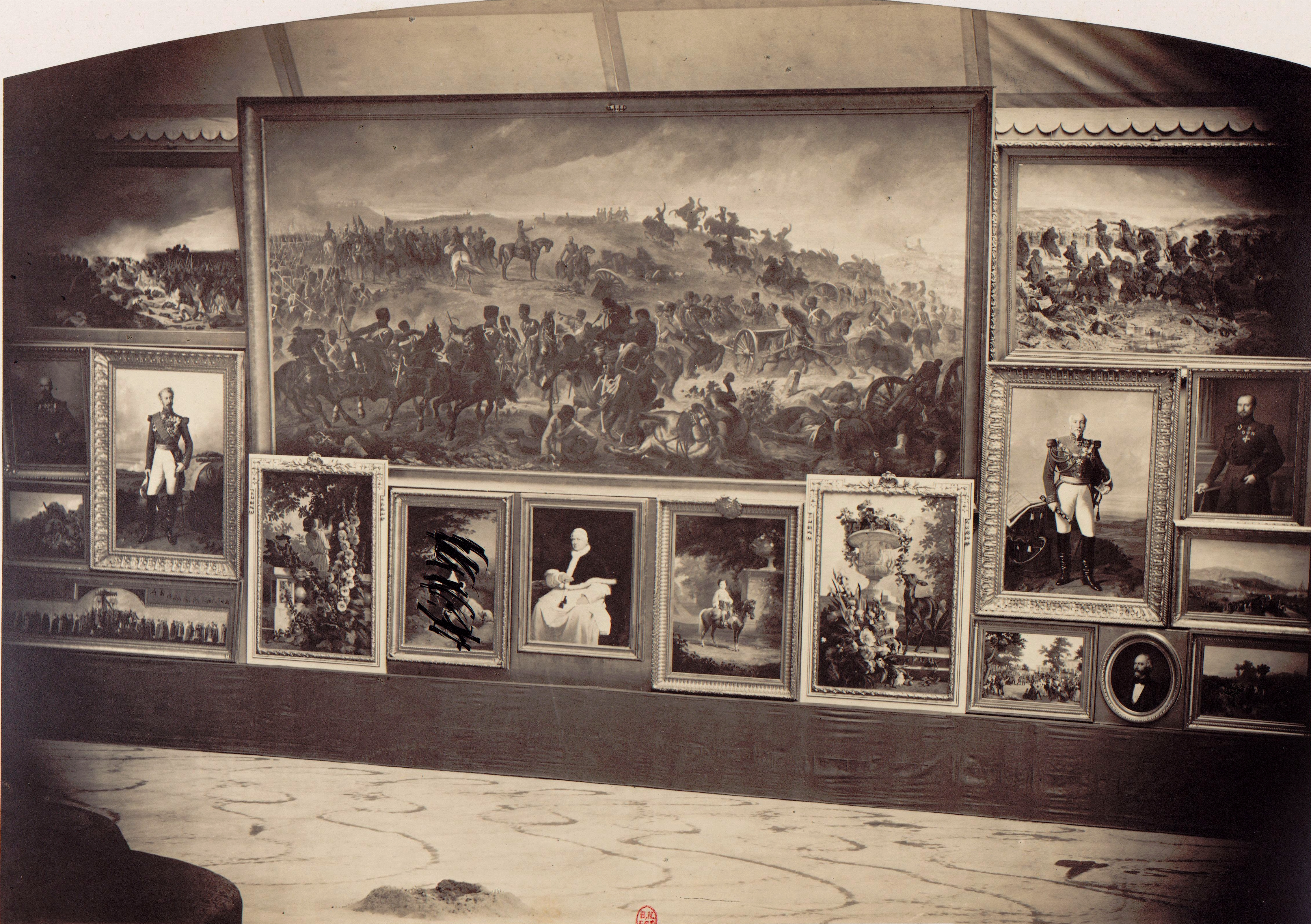
Attaque de Cavriana par l’artillerie de la Garde à Solférino (au centre), tableau de Louis Paternostre exposé au Salon de 1861. Photographie de Pierre-Ambroise Richebourg.

Louis Paternostre, né à Bruxelles le 16 octobre 1824 et mort à Ixelles le 23 mars 1879, est un peintre belge, qui fut peintre d'histoire, de scènes de genre, de portraits, ainsi que sculpteur et lithographe.

## Biographie
Il fut l'élève d'Étienne Omer Wauquiere et Anton van Ysendyck.

## Œuvres
- 1867 : Attaque du camp de Quintus Cicero par les Nerviens, peinture du salon gothique de l'Hôtel de ville de Mons
- 1878 : Cheval fuyant la bataille
- Chien de meute, tableau de 12 × 15,5 cm, au cachet des initiales L.P
- Paysage oriental au marabout
- Le souvenir, tableau de 32 × 25,5 cm